# 濱田岳
濱田岳（日语：／ Hamada Gaku，1988年6月28日—），日本男演員，東京都出身，所屬經紀公司是星塵傳播。

## 出身簡歷
濱田岳九歲時候就已經加入現時所屬的經理人公司Stardust Promotion，1998年參與TBS電視台劇集《ひとりぼっちの君に》而出道，扮演一個離家出走後暫住男主角濱田雅功家裡的小學四年級生；隨後他又作為童星在超人電影和《平成夫婦茶碗》系列裡面登場。
濱田岳在就讀中學及高中期間非常熱衷於橄欖球活動，但因為高中以後演藝工作逐漸增加，他便從獨協高等學校中途退學，連帶其最愛的橄欖球比賽也停止了。而令濱田岳認真地立定志向投身為演員的契機，乃是由於在2004年拍攝了經典勵志劇《3年B組金八先生》。2007年《求婚大作戰》裡詼諧懵懂的高中友人一角也受到不少觀眾喜愛，由於劇集大受歡迎，連帶濱田岳的知名度亦有所提高。
相比在電視界別經常以客串身份、或只是於某一單元亮相，濱田岳在大銀幕的演出路途顯得更為順遂。經過數部電影的磨練後，2007年濱田岳初次擔任男主角，與瑛太、關惠美及松田龍平等合演改編自伊坂幸太郎原著小說的《家鴨與野鴨的投幣式置物櫃》已經有不俗的發揮，還憑這片獲得第22屆高崎電影節的最佳男主角獎項。其後濱田岳除了《鴨川荷爾摩》，陸續又兩度參與演繹伊坂幸太郎的改編作品電影，包括2009年的《Fish Story：龐克救地球》以及2010年的《Golden Slumbers：宅配男與披頭四搖籃曲》。

## 個人生活
2011年7月下旬，濱田岳和模特兒小泉深雪公布結婚消息。2人於2010年夏天時由相識朋友介紹而展開交往，除了年齡相差9歲，僅160公分的濱田和179公分之妻子，身高相差19公分，媒體冠以「凸凹配對」而成為話題。
2012年1月下旬，第一個女兒出生，同年3月發布此消息。

## 演出作品
※粗體字為主演

### 電影
| 電影名稱                                       | 電影公司                     | 日本上映日期 | 飾演                   | 備註   |
| ---------------------------------------------- | ---------------------------- | ------------ | ---------------------- | ------ |
| 超人力霸王蓋亞_超時空之大決戰                  | 松竹                         | 1999年       | 新星勉                 |        |
| 白い船                                         | ゼアリズ                     | 2002年       | 和泉好平               |        |
| 縣廳之星                                       | 東寶                         | 2006年       | 二宮學                 |        |
| Catch a Wave                                   | 華納兄弟                     | 2006年       | 田口浩輔               |        |
| 青いうた〜のど自慢 青春編〜                    | シネカノン                   | 2006年       | 山崎達也               |        |
| シュガー&スパイス 風味絶佳                     | 東寶                         | 2006年       | 尚樹                   |        |
| 家鴨與野鴨的投幣式置物櫃                       | ザナドゥー                   | 2007年       | 椎名                   | 初主演 |
| 午夜雄鷹                                       | 松竹                         | 2007年       | 朝倉                   |        |
| 鴨川荷爾摩                                     | 松竹                         | 2009年       | 高村幸一               |        |
| Fish Story：龐克救地球                         | SHOWGATE                     | 2009年       | 雅史                   |        |
| 愛妻家                                         | 東映                         | 2010年       | 古田誠                 |        |
| Golden Slumbers：宅配男與披頭四搖籃曲          | 東寶                         | 2010年       | 切男                   |        |
| 海猿最後完結篇—The Last Message                | 東寶                         | 2010年       | 木嶋久米夫             |        |
| 機器老男孩                                     | 東寶                         | 2012年       | 小林弘樹               |        |
| 宇宙兄弟                                       | 東寶                         | 2012年       | 古谷靖                 |        |
| 洋芋片                                         | SHOWGATE                     | 2012年       | 今村忠司               |        |
| 大家 再見                                      | Phantom Film                 | 2013年       | 渡会悟                 |        |
| 我只是還沒有全力以赴                           | 松竹                         | 2013年       | 村上政樹               |        |
| 謝罪大王                                       | 東寶                         | 2013年       | 井崎源次郎             |        |
| 永遠的0                                        | 東寶                         | 2013年       | ワクバル               |        |
| 偉大的咻啦啦砰                                 | 東映、Asmik Ace              | 2014年       | 日出淡十郎             |        |
| 神的病歷簿 2                                   | 東寶                         | 2014年       | 屋久杉                 |        |
| Sake-Bomb                                      | pictures dept.               | 2014年       | Naoto                  |        |
| 預告犯                                         | 東寶                         | 2015年       | 大雄／木村浩一         |        |
| HERO 2015                                      | 東寶                         | 2015年       | 宇野大介               |        |
| 我是和尚                                       | Phantom Film                 | 2015年       | 栗本広太               |        |
| 信長協奏曲電影版（Nobunaga Concerto）          | 東寶                         | 2016年       | 德川家康               |        |
| 如果這世界貓消失了                             | 東寶                         | 2016年       | 蔦屋 / 達也            |        |
| 殿下萬萬稅                                     | 松竹                         | 2016年       | 旁白                   |        |
| 白晝之雨                                       | 日活                         | 2016年       | 岡田進                 |        |
| 本能寺大飯店                                   | 東寶                         | 2017年       | 森蘭丸                 |        |
| 假面飯店                                       | 東寶                         | 2019年       | 綾部貴彥               |        |
| 武士搬家好吃驚                                 | 松竹                         | 2019年       | 中西監物               |        |
| 決算!忠臣藏                                    | 松竹                         | 2019年       | 大高源五               |        |
| 再見：從謊言開始的人生喜劇                     | Kino Films                   | 2020年       | 清川伸彥               |        |
| 行骗天下JP「公主篇」                           | 東寶                         | 2020年       | 尤金 Eugene            |        |
| 喜劇 愛妻物語                                  | 万代南梦宫艺术               | 2020年       | 豪太                   |        |
| 我啊，走自己的路                               | ASMIK ACE                    | 2020年       | 孤獨1                  |        |
| 劇場版Byplayers：如果100位名配角一起拍電影的話 | 東寶                         | 2021年       | 濱田岳                 |        |
| 鳩的擊退法                                     | 松竹                         | 2021年       | 堀之内                 |        |
| 大怪獸的善後處理                               | 東映、松竹                   | 2022年       | 雨音正彥               |        |
| 借來的100天                                    | Amazon Prime Video           | 2022年       | 以管理員自稱的謎之人物 |        |
| 鳶                                             | KADOKAWA・AEON ENTERTAINMENT | 2022年       |                        |        |

### 電視連續劇
| 首次播放日期          | 電視台             | 劇集名稱                           | 角色                     |
| --------------------- | ------------------ | ---------------------------------- | ------------------------ |
| 1998年7月－9月        | TBS                | 你不孤單(日劇)                     | 日比野雄大               |
| 1999-2000年           | TBS                | 目撃者-女探偵vs嘘つき少年          | 江上夏夫                 |
| 2000年1月－3月        | 日本電視台         | 平成夫婦茶碗～ドケチの花道～       | 金本運                   |
| 2000年11月            | 日本電視台         | 平成夫婦茶碗外伝「成田家の人々」   | 金本運                   |
| 2002年1月－3月        | 日本電視台         | 続・平成夫婦茶碗                   | 金本運                   |
| 2004-2005年           | TBS                | 3年B組金八先生第七季               | 狩野伸太郎               |
| 2006年7月－9月        | TBS                | 太陽之歌                           | 加藤晴男                 |
| 2007年4月－6月        | 富士電視台         | 求婚大作戰                         | 鶴見尚                   |
| 2008年3月25日         | 富士電視台         | 求婚大作戰SP                       | 鶴見尚                   |
| 2008年7月－9月        | 富士電視台         | 太陽與海的教室                     | 田幡八朗                 |
| 2009年3月             | 富士電視台         | Chance！～她成功的理由～           | 矢島宗徳                 |
| 2010年5月－7月        | 富士電視台         | 月之戀人～Moon Lovers～            | 前原繼男                 |
| 2010年10月－12月      | 朝日放送           | 檢察官鬼島平八郎                   | 越中二朗                 |
| 2013年1月－3月        | TBS                | 終電Bye Bye                        | 主演                     |
| 2014年1月－12月       | NHK電視台          | 军师官兵卫                         | 栗山利安（通稱栗山善助） |
| 2014年10月－12月      | 富士電視台         | 信長協奏曲                         | 德川家康                 |
| 2014年7月－9月        | 富士電視台         | 律政英雄2                          | 宇野大介                 |
| 2015年10月－12月      | 東京電視台         | 釣魚迷日記                         | 浜崎伝助                 |
| 2016年4－6月          | NHK電視台          | 小荳荳電視台                       | 伊集院                   |
| 2017年1月－3月        | 日本電視台         | 偵探・日暮旅人                     | 雪路雅彦                 |
| 2017年4月－6月        | 東京電視台         | 釣魚迷日記 Season2                 | 浜崎伝助                 |
| 2017年10月            | Amazon Prime Video | 慢行日本                           | 吉本浩二                 |
| 2017年10月－2018年3月 | NHK綜合頻道        | 笑天家                             | 武井風太                 |
| 2019年1月－3月        | TBS                | 水果宅配                           | 咲田真一                 |
| 2019年4月－6月        | TBS                | 破案神手                           | 高家春馬                 |
| 2020年1月－2月        | NHK電視台          | 療癒心傷                           | 湯淺浩二                 |
| 2020年4月－9月        | 東京電視台         | 今日的猫村小姐                     | ぼっちゃん               |
| 2020年8月－10月       | 東京電視台         | 不勞動者們                         | 橋田一                   |
| 2021年1月3日・1月4日  | 富士電視台         | 教場II                             | 鳥羽暢照                 |
| 2021年2月7日          | NHK電視台          | 麒麟來了                           | 黑田官兵衛               |
| 2021年5月－8月        | 東京電視台         | 名偵探主廚                         | 高築智行                 |
| 2021年10月－12月      | 東京電視台         | 非主角的女友                       | 小谷雅也                 |
| 2021年11月－2022年4月 | NHK綜合頻道        | Come Come Everybody                | 橘算太                   |
| 2022年4月－6月        | TBS                | MY FAMILY                          | 東堂樹生                 |
| 2022年11月24日        | Netflix            | First Love 初戀                    | 旺太郎                   |
| 2022年7月－9月        | 日本電視台         | 新・信長公記～同班同學是戰國武將～ | 黑田官兵衛               |
| 2023年1月－3月        | 朝日電視台         | 警視廳局外人                       | 蓮見光輔                 |
| 2023年1月－2月        | NHK綜合頻道        | 浪漫偵探                           | 平井太郎                 |
| 2023年7月－8月        | TBS                | VIVANT                             | 東條翔太                 |
| 2024年1月－3月        | 關西電視台         | 春暖花開的那一天                   | 川上一馬                 |
| 2024年7月－9月        | 富士電視台         | 新宿野戰醫院                       | 岡本勇太                 |
| 2025年4月－6月        | 朝日電視台         | PJ航空救難團                       | 仁科蓮                   |

### 電視單元劇、客串
- 調皮三人組（日语：ズッコケ三人組）（1999年、NHK教育頻道）- 恒川浩介（第7話）
- 搶錢大作戰（2001年、朝日電視台）- 學生（第9話）
- 少年 - ビートたけし原作珠玉ドラマ3編 ～星の巣～（2002年、TBS）- 英夫
- 夜回り先生（2004年10月27日、TBS）
- 女子刑務所東三号棟 6（2005年9月22日、TBS）
- 鐵板少女小茜!!（2006年、TBS）- 濱田慎吾（第2話）
- 紫羅蘭花綻放時（2007年1月8日、NHK）- 高井祐介
- 戀戀星期日第三季（2007、BS-i）- 君島孝裕（第4集「レンズ越しの恋」）
- 彼女との正しい遊び方（2007年3月23日、朝日）- 水野英昭
- シャワーGirl!（2007年12月15日、朝日）- 友部修一
- 蜂蜜與四葉草（2008年、富士）- 六太郎（第8、11話）
- 人生補時（2008年、富士）- 猿谷タケル（第7節「極道之妻編」）
- 33分偵探（2008年、富士）- 廣告模特兒（第4話）
- 寧寧：女太閤記（2009年1月2日、東視）- 豊臣秀次
- 上野樹里と5つの鞄（2009年9月、WOWOW）-（第5話）
- 草食系高校武士（2009年10月、日視）- 小清水和也（第4話）
- Code Blue救護直升機醫生 第二季（2010年1月25日、富士）- 松井透（第3話）
- 初戀紀錄（日语：初恋クロニクル）（2010年3月13日、BS) - 大輔
- 社團活動之道（日语：ブカツ道）（2010年4月、WOWOW）- 茶道部員（第2話）
- 我家的歷史（2010年4月11日、富士開台50周年特別企劃）- 電視節目助理
- 私が初めて創ったドラマ「俺んちの神様」（2010年10月1日、NHK）- 有栖川正宗
- 幸福的黄手绢（2011年10月10日、日本電視台） - 花田欽也
- 殺人草莓夜（2012年3月6日 - 20日、富士電視台） - 三島耕介（第9話 - 最終話）
- 世界奇妙物語（富士電視台）
  - 2012年 春之特別篇「棉花頭男人」（2012年4月21日） - 橋本俊樹
  - 2020年 秋之特別篇「投幣洗衣店」（2020年11月14日）- 橋本学
- 勇者義彥和惡靈之鑰（2012年、東京電視台）- 偽義彥（第7話）
- 請先（日语：先にどうぞ）（2012年11月25日、WOWOW） - 大石壯
  - 伊豆・旅情篇（2014年1月3日）
- 二十四之眼（日语：二十四の瞳）（2013年8月4日、朝日電視台） - 岡田磯吉
- 水木茂之怪怪怪的怪談（日语：水木しげるのゲゲゲの怪談）「妖怪枕返し」（2013年8月31日、富士電視台） - 山田三樹夫
- 青之炎（2014年9月6日 - 27日、東京電視台） - 岡田斗司夫 （第8話 - 最終話）
- 我們無法被求婚的101個理由 2（日语：私たちがプロポーズされないのには、101の理由があってだな）（2015年9月9日、LaLa TV） - 浩介（第2話）
- 特別電視劇企劃「偵探・日暮旅人」（2015年11月20日）- 雪路雅彦
- 紅鱂魚（2015年12月28日、TBS）- 立川志らく
- 湊佳苗懸疑劇場「望郷」「雲の糸」（2016年9月28日、東京電視台）- 黒崎ヒロタカ
- 新春特別篇 釣魚迷日記 伊勢志摩で大漁! 初めての出張編（2017年1月2日）- 浜崎伝助
  - 釣魚迷日記 瀬戸內海で大漁! 結婚式大パニック編（2019年1月4日）
- 孤獨的美食家 Season6（2017年5月5日、東京電視台）- 浜崎伝助（第5話）
- 越南之光～我開始無償醫療理由～（2019年1月12日、NHK）- 羽鳥志郎
- NO SIDE GAME（2019年9月8日、TBS）- 狩野伸太郎（第9話）
- 磯野家的人們～20年後的海螺小姐（2019年11月24日、富士電視台）- 磯野鰹
- 特攻兵的幸福食堂（2021年8月11日、NHK BS Premium）- 魚沼陽太
- 大川與小川的時短搜查（2022年9月12日、東京電視台）- 小川滿
- 風間公親－教場0－（2023年5月15日・6月19日、富士電視台）- 鳥羽暢照（第6話、最終話）

### 網路劇
- 假面騎士BLACK SUN（2022年） - 飾演 鯨魚怪人(白長須鯨怪人)
- First Love 初戀（2022年、Netflix） - 飾演 旺太郎
- 沒有季節的小墟（2023年、Disney+） - 飾演 六ちゃん

### 電台廣播劇
- 岩井俊二監製 円都通信劇場《浅知恵ドライブ》（FM東京）飾 間宮宇一

### 廣告
- トライ集團「家庭教師のトライ」（2000年7月 - ）
- Circle K Sunkus（2006年4月 - ）
- 第一生命保險「拝啓　お客さま　親子」篇（2007年8月- ）
- 大和房屋工業「竜宮城」篇（2007年10月 - ）
- 明治製菓 XYLISH「やだ!」篇（2007年11月13日 - ）
- 立頓「THE ROYALミルクティー」（2009年9月22日 - ）
- Aflac人壽保險「まねきねこダック（7）新入社員」篇（2010年3月19日 - ）
- 英特爾「僕と彼女と彼女のパソコン」篇（2010年9月4日 - 2011年6月4日）
- 日本經濟新聞（2011年4月1日 - ）
- 愛GROUP「FIVESTAR WEDDING」（2011年5月 - ）
- HTC EVO 3D ISW12HT（2011年10月14日 - ）
- 三菱汽車 MINICAB-MiEV（2012年1月2日 - ）
- SUNTORY 伊右衛門（2012年3月13日 - ）
- DeNA 夢寶谷「大連携!!オーディンバトル」（2013年5月 - ）
- 麒麟啤酒 KIRIN Chuhai Bitters （2014年6月 - ）
- KDDI「au三太郎シリーズ」（2015年1月 - ）
- en Japan（2015年6月 - ）
- 三井住友海上火災保險（2016年3月 - ）
- 东洋水产 Maruchan紅色豆皮烏龍麵綠色天婦羅蕎麥麵（2016年9月 - ）
- 第一三共 Healthcare「ガスター10」（2016年10月 - ）
- 朝日飲料 富士山礦泉水Plus 「可爾必思」乳酸菌（2017年4月 - ）
- MOBCAST「モバプロ2 レジェンド」（2017年8月 - ）
- 大發工業「トール」（2017年10月 - 2020年9月）
- 獅王 「Magica」（2018年7月 - ）

### 音樂錄像
- HY「告白」（2010年）
- 齊藤和義「ずっと好きだった」（2010年，扮演披頭四成員靈高·史達）

## 獎項
- 2007年
  - 第22屆高崎電影節 最佳男主角：《家鴨與野鴨的投幣式置物櫃》
- 2015年
  - 2015 55thACC CM FESTIVAL・クラフト賞 電影部門 演技賞：《au三太郎シリーズ》
  - 第2回CONFiDENCE日劇大獎 主演男優賞：《釣魚狂日記～新入社員濱崎傳助》
- 2019年
  - 第45回放送文化基金獎 個人演技獎：《水果宅配》
  - 第101回日劇學院賞 最佳男配角：《破案神手》
  - 第23回日刊體育電視劇大賞 最佳男配角：《破案神手》
- 2022年
  - 第112回日劇學院賞 最佳男配角：《MY FAMILY》

## 外部連結
- 所屬經紀公司濱田岳介紹 （页面存档备份，存于）
- 濱田岳的Ameba部落格（日語）（页面存档备份，存于）
- 濱田岳的Instagram帳戶